# 依佐美送信所

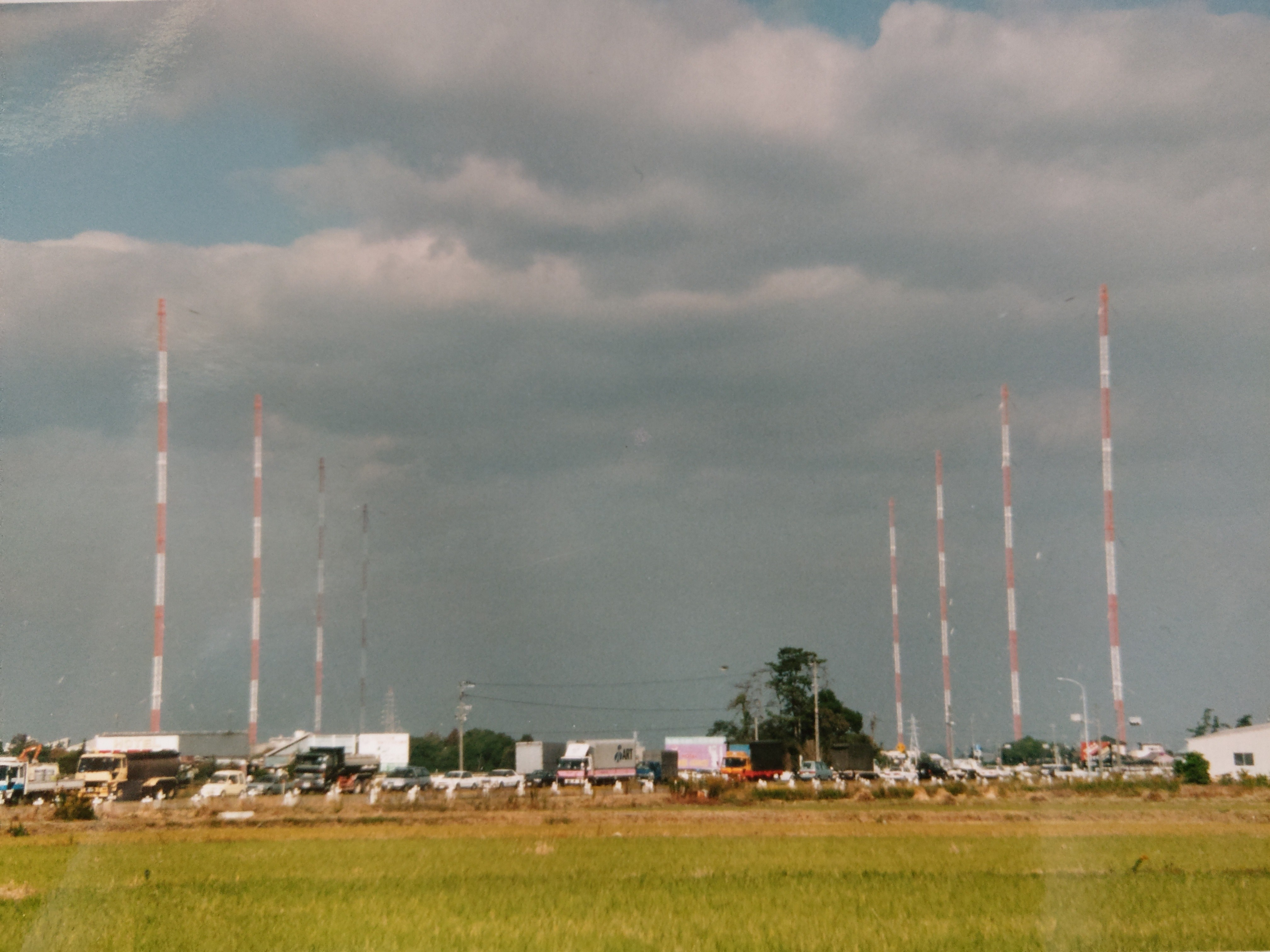
依佐美送信所

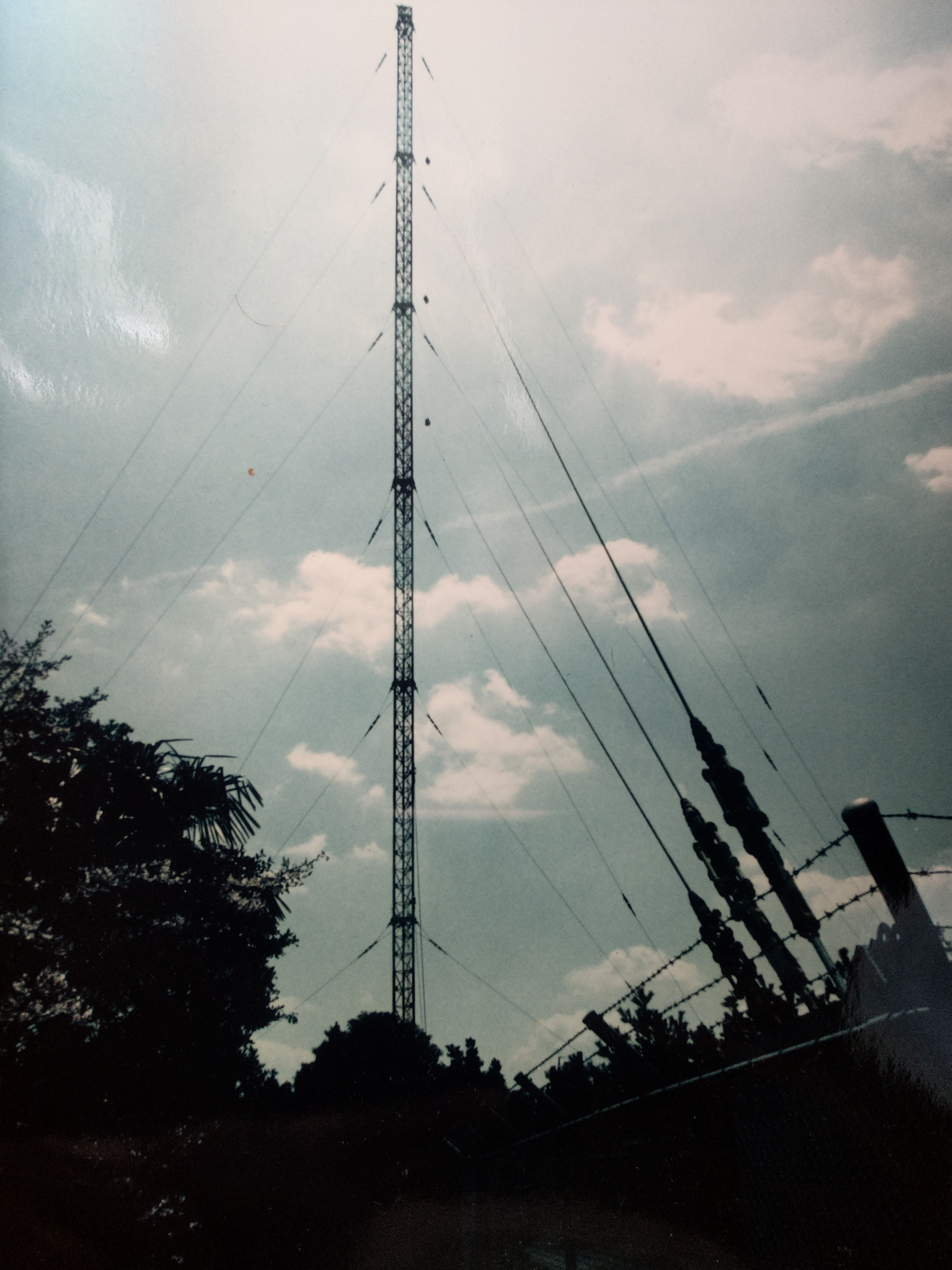
依佐美送信所

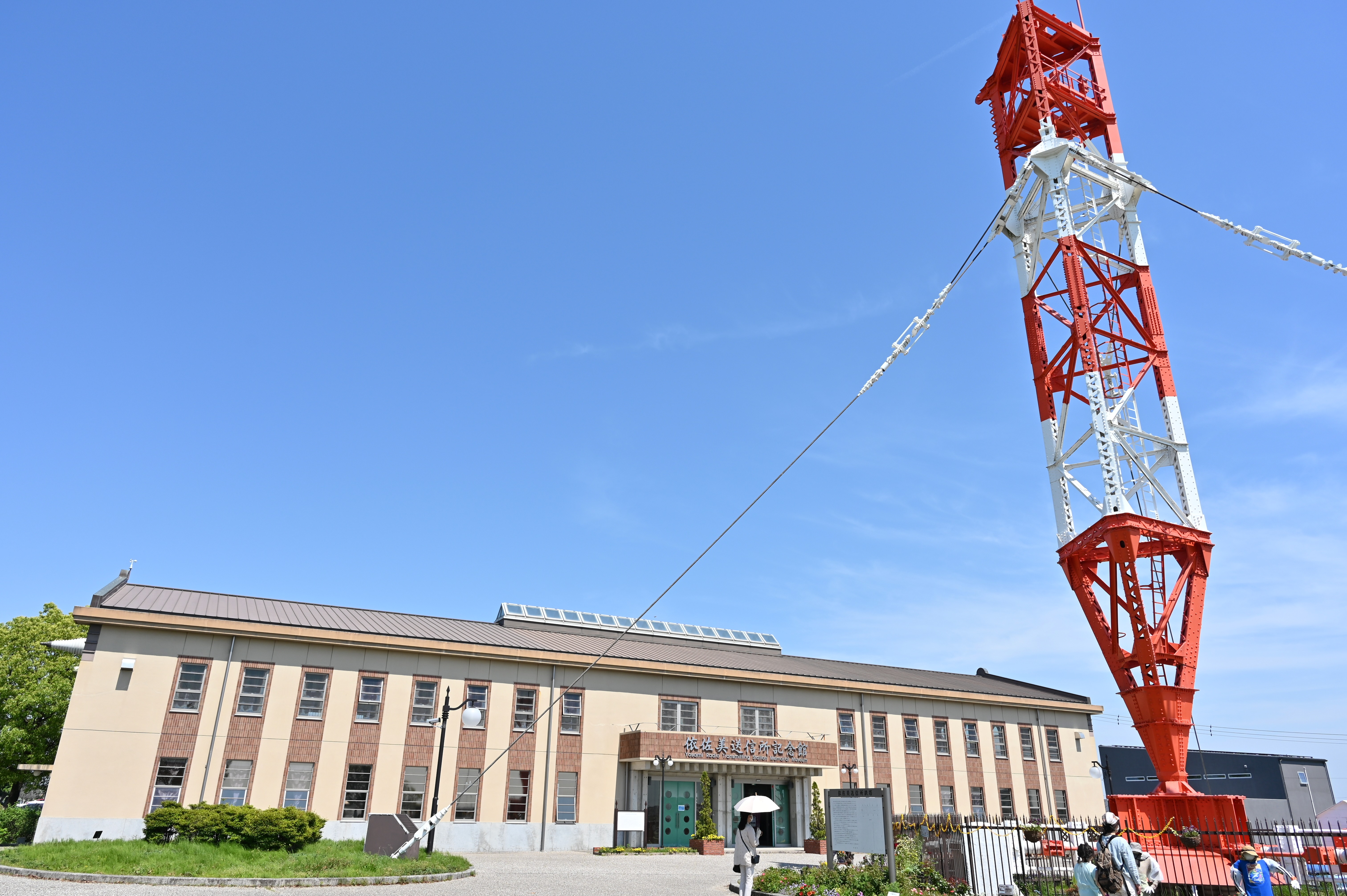
依佐美送信所記念館

依佐美送信所（よさみそうしんじょ）は、愛知県碧海郡依佐美村（現在の刈谷市高須町山ノ田1番地）に建設された、長波の使用を主とした無線送信所である。1929年（昭和4年）に運用を開始したが、戦後は米軍に接収された。1993年（平成5年）、米軍より閉鎖する旨の通告を受け、翌1994年（平成6年）に日本に返還されたのに伴い、アンテナ鉄塔、建物は解体され、その役目を終えた。
送信設備の一部は依佐美送信所記念館
に保存され、2007年（平成19年）に高周波発電機が機械遺産に認定、2008年（平成20年）には送信設備一式が未来技術遺産に制定された。さらに、2009年（平成21年）5月19日には、IEEEよりマイルストーンとして認定された。

## 概要

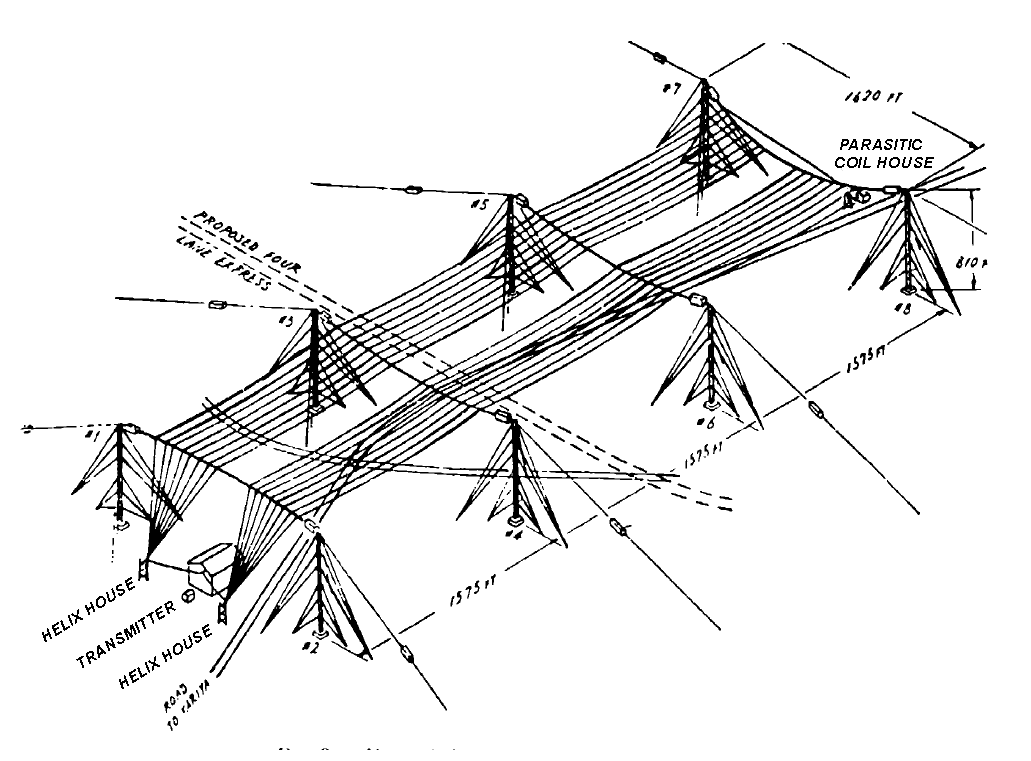
フラットトップアンテナの見取図

高さ250 mの鉄塔8基（4基×2列）にて長さ1.8 km、16条のアンテナ用ワイヤーを支え、逆L形フラットトップアンテナを構成した。アース線は、1.76 km × 0.88 kmの範囲内の地中に深さ60 cmで網の目状に敷き詰められた。
発信器は周波数5,814 Hzを発生させる高周波発電機が用いられた。その出力を三逓倍回路を通して3倍の高調波（17,442 Hz）を取り出して使用した。これは当時の発電機で直接17,442 Hzを出力することは不可能であったためである。このため発電機の出力周波数には高い安定性が求められ、発電機の回転部分は16トンもの重量（もしくは慣性能率が16トン）となった。また発電機を回転させるのにも商用電源から交流モーターを使って直接発電機を回すのではなく、まず交流モーターで直流発電機を回転させて直流電力を発生させ、取り出した直流を使って直流モーターで高周波発電機を回転させた。これは周波数安定制御のため高周波発電機の回転変動を検出し、直流発電機の出力電圧を制御するワード・レオナード方式を採用したためだった。依佐美では予備を含めてこのセットを2組用意し、これらを含めた送信設備は鉄筋コンクリート造り、建延1338.5平方メートルの送信機室に納められた。
対となる受信所は伊勢湾を挟んだ三重県三重郡海蔵村（現在の四日市市）に建設された。船橋送信所とともに太平洋戦争開戦の暗号「ニイタカヤマノボレ一二〇八」を送信した送信所の一つ（対潜水艦向けの超長波を担当）。

## 写真

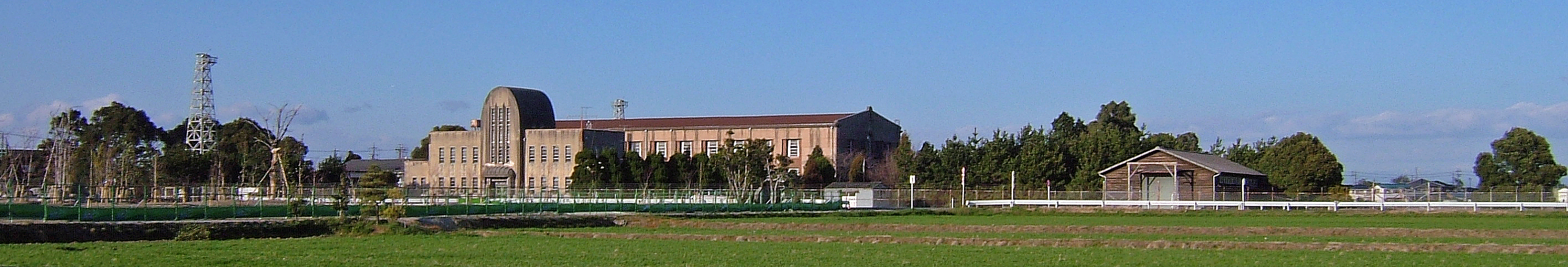
解体直前の局舎（2006年3月19日撮影）

## 歴史

### 建設の経緯
第一次世界大戦が始まった1914年（大正3年）当時、日本と海外との通信は3本の海底ケーブルのみであり、その全てが欧米の電信会社の所有であった。海外との自前の通信設備の必要性を感じた逓信省次官の内藤嘉吉は退官後に日本資本による日米間の海底ケーブル設置提案、財界の賛同を得たがアメリカとの折衝は不調に終わった。
一方、無線通信の発達により海外との直接通信が可能となったことで、政府は方針を変更し、長波による直接通信のための対米無線通信所を福島県に設置した。また、対欧無線電信所は愛知県碧海郡依佐美村（現・刈谷市）を第一候補地として、用地買収を進めた。しかし、1923年（大正12年）に関東大震災が起こり、国家による工事は不可能となった。そこで特殊会社を設立し無線設備の建設と保守を担当し、政府（逓信省）が運用に当たることにした。これにより1925年（大正14年）10月20日に日本無線電信会社（国際電気通信→国際電信電話→KDDI、電気興業、新電元工業、日立国際電気などの前身）が設立され、対欧無線電信所を建設することとなった。

### 建設工事
工事は1927年（昭和2年）2月1日にアース線の埋設から始まり、高さ250mのアンテナ鉄塔8本、局舎の建設、送信器材の設置等が行われた。建設資材運搬のために三河鉄道（現・名古屋鉄道三河線）小垣江駅から現地までの約2.4kmに専用鉄道が敷設された。58,000トンの資材運搬が予定され、運搬終了後に鉄道は撤去された。送信機はテレフンケン式高周波発電機（送信機）が採用され、ドイツから輸入された。建設予算は550万円だった。この費用は第一次世界大戦によるドイツからの賠償金が充てられたと言われることがあるが、無線機購入費用の一部に当てられたに過ぎない。また，ドイツからの賠償によって中華民国山東省青島から移築されたという説もあるがその根拠はない。

### 運用
1929年（昭和4年）4月15日、長波1台、短波1台でワルシャワへの送信業務を開始、4月18日に開局式が行われた。開局の頃には短波通信設備が発達し、長波に比べて設備が小さく、そのため建設費、維持費も安く運用できるようになった。依佐美でも以後は短波設備やアンテナが増設され、長波の運用は短波の補助的役割となった。後年にはヨーロッパ以外の中国や東南アジアとも通信業務を行った。

一方、長波の性質として海面下のある程度まで到達できるため、潜水艦との交信には（超）長波が使用された。1941年（昭和16年）頃から長波設備は帝国海軍潜水艦との交信に使用され、短波設備の一部も海軍で使用された。一般には開戦決定の暗号「ニイタカヤマノボレ」が依佐美から送信されたと言われているが、宮内寒弥によると、12月2日、瀬戸内海に停泊中の戦艦「長門」から有線で東京通信隊に送信され、船橋送信所から短波と長波で無線発信されたとされる。潜水艦に対しては依佐美送信所から超長波により送信されたというまた開戦当日の12月8日に送信したという間違いも文献によっては見られる。

### 大戦後
終戦後の1947年（昭和22年）、GHQから設備解体命令が出て短波設備は逓信省へ移管、長波もアンテナ線が撤去された。250mのアンテナ鉄塔6基と長波送信設備は撤去にも費用が掛かりそのまま放置されていた。1950年（昭和25年）になり米海軍が対潜水艦通信用に使用することとなり、日本無線電信の後継会社の一つとして設立された電興が設備の保守をし、米海軍が運用を行うこととなった。当初駐留していた米軍も、電興に管理を任せたまま、1955年（昭和30年）に撤退した。
1980年代、真空管の冷却排水を利用しスッポンの養殖が行われていた。

### 運用終了
施設はそのまま、電興の管理の許に運用が続けられていたが、1993年（平成5年）8月1日に送信を停止、翌1994年（平成6年）8月1日に日本へ返還された。送信停止の理由を米軍は「冷戦終結による予算削減のため」と答えている。
1995年（平成7年）11月からアンテナ線の撤去が開始され、翌1996年（平成8年）8月から鉄塔の解体が開始された。鉄塔解体工事は東側の奇数鉄塔が上部から鉄骨を切断し吊り下ろす「エレクター工法」、西側の偶数鉄塔が根元に設置した巨大なジャッキにより鉄塔を支え下部から解体していく「ジャッキ・ダウン工法」が採用され、前者は8月2日から7号鉄塔を、後者は8月5日から8号鉄塔の解体を開始した。しかし、8月29日に200mまで解体が進んでいた8号鉄塔は、解体中に鉄塔を支持するワイヤーが切れてバランスを崩し倒壊事故を起こした（死者1名、負傷者4名）。これにより7号鉄塔含めて解体工事が一時中断し、残る7基の鉄塔の解体方法について議論された。ジャッキ・ダウン工法を採用した解体目標としては前例のない高さであったため、当初から安定性に対する懸念の声が上がっていた。そのため結局ジャッキ・ダウン工法は中止することになり、残る鉄塔は全てエレクター工法で解体が行われることになった。
鉄塔本体は1997年（平成9年）3月4日に全8基の解体が完了し、残った局舎なども2006年（平成18年）までに解体された。
社宅跡は「フローラルガーデンよさみ」として公園整備がなされ、その一角に依佐美送信所記念館が2007年（平成19年）4月に開館、記念館の外観は旧送信機室をイメージしたものである。主な送信設備と鉄塔1基が25mに短縮されて残されている。局舎や鉄塔などの跡地は更地にされた後しばらく活用方法が決まっていなかったが、2013年（平成25年）になって電興が太陽光発電所を建設した。
2007年（平成19年）8月7日に高周波発電機が日本機械学会より機械遺産第10号に認定され、2008年（平成20年）10月9日には送信設備一式が国立科学博物館により重要科学技術史資料（未来技術遺産）第7号に登録された。

### 年表
- 1927年7月　日本無線電信株式会社が対欧無線局として建設に着手
- 1928年12月　空中線完成
- 1929年4月15日　送信開始、周波数：17.442kHz（5.814kHzを3逓倍）、電波型式：ASK、空中線電力：500kW、コールサイン：JND

当初はフランス、ドイツ、ポーランドが通信相手国であった。
- 1929年8月　米村嘉一郎が所長として就任
- 1929年10月14日　逓信大臣小泉又次郎来所
- 1929年11月15日　伏見宮博恭王来所
- 1929年11月26日　高松宮宣仁親王来所
- 1930年1月　RCA短波送信機20-40kw据え付け。短波と長波両方の特長を生かして通信実施するようになり、安定した通信を実施。同年春にイギリスロンドンで開催されたロンドン海軍軍縮会議に間に合わせる。
- 1933年3月　大内善平が所長に就任
- 1941年　この頃より日本海軍の対潜水艦通信に使われるようになる
- 1950年　米海軍が対潜水艦通信に使うために接収、電気興業株式会社が再整備、以後閉鎖に至るまで同社が管理
- 1952年7月　送信開始、コールサイン：NDT
- 1955年　米海軍は保守・運転のすべてを電気興業に任せ撤退
- 1970年7月　FSKの送信機（空中線電力250kW）を追加
- 1975年12月　3号鉄塔の敷地内に侵入した小学生が感電死、のちに「受難の像」が建立された
- 1983年　空中線内を国道419号が貫通、送信時の車両への誘導電圧を避けるためアーストンネル施工
- 1984年5月27日　11500人の平和運動家により「トマホークくるな 人間のくさり5・27依佐美大行動」が開催され送信施設とアンテナを取り囲まれる
- 1989年　「対欧無線通信発祥地」の記念碑が建立される
- 1993年8月　送信終了
- 1994年8月1日　米海軍から返還
- 1995年11月　空中線の撤去開始、のちに撤去した銅線の一部を使い「平和の鐘」が作られた
- 1996年
  - 8月2日　「エレクター工法」による7号鉄塔の解体開始
  - 8月5日　「ジャッキ・ダウン工法」による8号鉄塔の解体開始
  - 8月29日　解体中の8号鉄塔が倒壊、1名死亡、4名負傷、7号鉄塔の解体を一時中止
  - 10月1日　7号鉄塔の解体再開
- 1997年3月4日　鉄塔の解体完了
- 2006年4月　局舎の撤去開始
- 2007年4月　依佐美送信所記念館（フローラルガーデンよさみ内）完成